# Luís da Áustria
Luís da Áustria (Luís José Antônio João; 13 de dezembro de 1784 – 21 de dezembro de 1864), foi o décimo quarto filho do imperador Leopoldo II do Sacro Império Romano-Germânico, rei da Hungria e da Boêmia, grão-duque da Toscana e da infanta Maria Luísa da Espanha.
O arquiduque Luís nasceu em Florença, em 1784. Ele entrou no exército imperial austríaco em uma idade adiantada e ganhou logo o Rank de Feldmarschal-Leutnant. Em 1809, ele foi nomeado comandante de V do Armeekorps. Nesta capacidade, ele lutou nas batalhas de Abensberg, Landshut e Ebersberg em abril e maio, após o que ele renunciou a seu comando.
Ele também demonstrou suas habilidades políticas ao representar seu irmão, o imperador Francisco I, em várias ocasiões e foi nomeado na vontade de seu irmão de ser chefe da Conferência Estadual (de 1836 a 1848) que controlava todos os gabinetes do governo em nome do imperador Fernando I. O arquiduque era a favor da política de Metternich e apoiava o absolutismo.
Ele se aposentou após a revolução de 1848 e viveu silenciosamente até sua morte em Viena.